# Gonçal Calvo i Queraltó
Gonçal Calvo i Queraltó   (Barcelona, 12 de novembre de 1927 - Argentona, 17 de juny de 2000) fou un metge de capçalera que va exercir gairebé tota la seva carrera a Argentona, vila de la qual és fill adoptiu. L'any 1973 s'especialitzà en Medicina interna i el 1992 en Medicina familiar i comunitària.
Es va llicenciar a la Facultat de Medicina de l'Hospital Clínic (Universitat de Barcelona) el 1951, en la promoció anomenada "El Cobayo", de la que també en van formar part, entre d'altres, l'oftalmòleg Joaquim Barraquer i Moner o el psiquiatre Enric González Monclús.
Un cop a Argentona, va conèixer i hi va contraure matrimoni amb la vilatana Isabel Vergés el 27 d'abril de 1955, amb qui va tenir 10 fills i aquests 24 nets. Alhora que hi va exercir com a metge de capçalera durant tota la seva vida (va arribar-hi el 1953 per col·laborar amb el Dr. Andreu Vintró, i el 1983 obtingué en propietat la titularitat de la plaça local), va participar de forma molt activa en les activitats cíviques, polítiques i socials de la vila, com ho demostra el fet que va col·laborar sempre amb l'església parroquial de Sant Julià d'Argentona en benefici del benestar dels més desafavorits, va fundar i presidir diverses entitats tant civils com religioses, va defensar reivindicacions tant socials com mediambientals, així com va col·laborar amb grups contraris al règim imperant que li van comportar denúncies i expedients durant el franquisme. Fou un dels primers afiliats al partit Convergència Democràtica de Catalunya, vers el 1980.
Entre 1961 i 1967 fou regidor de Cultura i Ensenyament de l'Ajuntament, des d'on va promoure el transport escolar d'alumnat a l'institut a Mataró i a l'escola professional. En paral·lel va crear l'Associació de Pares d'Alumnes de l'escola, de la que en fou president, així com més endavant l'Associació de Veïns, que també va promoure i presidir (1978).
Una de les entitats que va fundar fou la Llar Santa Anna (1986), per atendre gent gran de la vila, sense discriminació per motius econòmics, socials, religiosos o polítics. Inicià l'activitat el setembre de 1988, en començar a funcionar l'associació, fins que el 1992, i després de moltes dificultats, es creà la Fundació la Nostra Llar Santa Anna. A part, en va ser president entre els anys 1988 i 1998.

## Reconeixements
- L'Ajuntament d'Argentona el va nomenar fill adoptiu el 1998.
- La colla gegantera local va crear un gegant anomenat "Doctor Calvo", que va estrenar el 2001, un any després de la seva defunció.[6]
- Poc després, el 2002, es va reanomenar el Centre d'Atenció Primària d'Argentona com a CAP Gonçal Calvo i Queraltó, en memòria d'una vida dedicada a la vila.[3]
- La filial maresmenca de l'Acadèmia de Ciències Mèdiques i de la Salut de Catalunya i de Balears va crear la "Beca Gonçal Calvo i Queraltó per a recerca en Atenció Primària", que premia el millor projecte de recerca en Atenció Primària de salut que compleixi les seves bases. La beca està dotada amb 6.000 euros.[7]
- La mateixa Acadèmia li va atorgar el seu Premi Jaume Esperalba, com a reconeixement a la seva trajectòria professional de 40 anys com a metge de capçalera d’Argentona.[3]
- En motiu del desè aniversari de la inauguració del CAP Gonçal Calvo, el 2011 la vila el va homenatjar amb la col·locació d'un bust naturalista de bronze sobre una peanya de granit amb la inscripció "Gonçal Calvo i Queraltó 1927-2000 metge d’Argentona",[8] obra de l'escultor Ramon Aumedes i Farré del taller Sarandaca. Es va ubicar al carrer de Joan Fuster i Ortell, 1, just on està ubicada l'Àrea Bàsica de Salut d’Argentona que porta el seu nom.[9]